# Dekanat Tábor
Dekanat Tábor – jeden z 10 dekanatów diecezji czeskobudziejowickiej w Czechach. W jego skład wchodzi 40 parafii. 

## Lista parafii
| Lp. | Miejscowość           | Parafia                                                 |
| --- | --------------------- | ------------------------------------------------------- |
| 1   | Bechyně               | Parafia św. Macieja                                     |
| 2   | Borotín u Tábora      | Parafia Wniebowstąpienia Pańskiego                      |
| 3   | Budislav              | Parafia Wniebowzięcia Najświętszej Maryi Panny          |
| 4   | Dírná                 | Parafia św. Wawrzyńca                                   |
| 5   | Drahov                | Parafia Wniebowzięcia Najświętszej Maryi Panny          |
| 6   | Dráchov               | Parafia św. Wacława                                     |
| 7   | Dražice               | Parafia św. Jana Chrzciciela                            |
| 8   | Hamr                  | Parafia Trójcy Przenajświętszej                         |
| 9   | Hartvíkov             | Parafia Świętych Apostołów Piotra i Pawła               |
| 10  | Hlasivo               | Parafia Narodzenia Najświętszej Maryi Panny             |
| 11  | Hlavatce              | Parafia św. Andrzeja                                    |
| 12  | Hodušín               | Parafia św. Wacława                                     |
| 13  | Hoštice               | Parafia Niepokalanego Poczęcia Najświętszej Maryi Panny |
| 14  | Hroby                 | Parafia Wniebowzięcia Najświętszej Maryi Panny          |
| 15  | Chotoviny             | Parafia Świętych Apostołów Piotra i Pawła               |
| 16  | Choustník             | Parafia Nawiedzenia Najświętszej Maryi Panny            |
| 17  | Chýnov                | Parafia Trójcy Przenajświętszej                         |
| 18  | Janov u Soběslavi     | Parafia św. Jana Nepomucena                             |
| 19  | Jistebnice            | Parafia św. Michała                                     |
| 20  | Malšice               | Parafia Trójcy Przenajświętszej                         |
| 21  | Miličín               | Parafia Narodzenia Najświętszej Maryi Panny             |
| 22  | Nedvědice u Soběslavi | Parafia św. Mikołaja                                    |
| 23  | Neustupov             | Parafia Wniebowzięcia Najświętszej Maryi Panny          |
| 24  | Nová Ves              | Parafia św. Katarzyny                                   |
| 25  | Opařany               | Parafia św. Franciszka Ksawerego                        |
| 26  | Planá nad Lužnicí     | Parafia św. Wacława                                     |
| 27  | Pohnání               | Parafia św. Prokopa Opata                               |
| 28  | Rataje u Bechyně      | Parafia Trójcy Przenajświętszej                         |
| 29  | Ratibořské Hory       | Parafia św. Wojciecha                                   |
| 30  | Sezimovo Ústí         | Parafia Podwyższenia Krzyża Świętego                    |
| 31  | Smilovy Hory          | Parafia Rozesłania Apostołów                            |
| 32  | Soběslav              | Parafia Świętych Apostołów Piotra i Pawła               |
| 33  | Stádlec               | Parafia Matki Bożej Bolesnej                            |
| 34  | Střezimíř             | Parafia św. Pawła                                       |
| 34  | Sudoměřice u Bechyně  | Parafia Wszystkich Świętych                             |
| 34  | Šebířov               | Parafia św. Pawła                                       |
| 35  | Tábor                 | Parafia Przemienienia Pańskiego                         |
| 36  | Tábor - Klokoty       | Parafia Wniebowzięcia Najświętszej Maryi Panny          |
| 37  | Tučapy                | Parafia św. Jakuba Starszego Apostoła                   |
| 38  | Veselí nad Lužnicí    | Parafia Podwyższenia Krzyża Świętego                    |
| 39  | Vrcholtovice          | Parafia Trójcy Przenajświętszej                         |
| 40  | Zálší                 | Parafia Nawiedzenia Najświętszej Maryi Panny            |